# 奧斯卡·尼邁耶國際文化中心
奧斯卡·尼邁耶國際文化中心（西班牙語：Centro Cultural Internacional Oscar Niemeyer）是一座位在西班牙阿斯圖里亞斯的阿維萊斯河口附近的國際性文化中心，由知名建築師奧斯卡·尼邁耶設計。該國際文化中心可以進行電影、餐飲、展覽、舞蹈、音樂及其他藝文活動。
設計者奧斯卡·尼邁耶對於國際文化中心的看法：「開放的廣場周圍的世界，一個地方的教育，文化與和平。」並表示國際文化中心是他在歐洲「最重要的作品」
。

## 結構

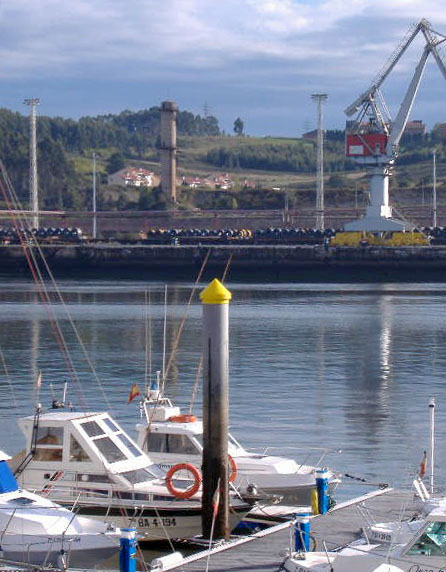
阿維萊斯的河口區域

奧斯卡·尼邁耶國際文化中心主要由5個主題區域構成：
- 開放廣場：一個巨大的戶外開放空間。
- 觀眾席：音樂會、戲劇、會議……。
- 圓頂：一個2500平方米的展覽大樓。
- 塔：觀光塔，內有餐廳。
- 多功能建築：電影中心、會議室、咖啡廳……。

## 都市更新：「尼邁耶效應」
當局正在計畫對阿維萊斯進行一個大規模的整體改變。例如，減少港口的交通繁忙，發展體育和和娛樂領域。這種情形稱作「尼邁耶效應」，而這個區域目前命名為「創新之島」（La Isla de la Innovación）。

## 獎項
- 「全國最佳工程」－Barcelona Meeting Point 獎[6]
- 「最佳城市發展項目」－Éxito Empresarial en Asturias 獎[7]

## 外部連結
- （西班牙文）官方網站
- （西班牙文）阿维莱斯（页面存档备份，存于）
- （西班牙文）創新之島官方網站 （页面存档备份，存于）
- （英文）worldarchitecturenews.com